# Buzzy Boop
Buzzy Boop es un corto de animación estadounidense de 1938, de la serie de Betty Boop. Fue producido por los estudios Fleischer y distribuido por Paramount Pictures. En él aparecen Betty Boop y su prima Buzzy.

## Argumento
Buzzy Boop viaja en tren para visitar a su prima Betty. Una vez en casa de esta, intentará ser aceptada por un grupo de chicos que juegan a las canicas en la calle.

## Producción
Buzzy Boop es la septuagésima octava entrega de la serie de Betty Boop y fue estrenada el 29 de julio de 1938.